# قطعنامه ۱۲۴۹ شورای امنیت
قطعنامه ۱۲۴۹ شورای امنیت سازمان ملل متحد که در تاریخ ۲۵ ژوئن ۱۹۹۹ تصویب شد، سندی بین‌المللی دربارهٔ پذیرش اعضای تازه در سازمان ملل: جمهوری نائورو است. این قطعنامه طی نشست ۴۰۱۷ام با ۱۴ رای موافق، ۰ مخالف و ۱ ممتنع تصویب شد.